# Garritya polymorpha
Garritya polymorpha (Basionym: Flexibacter polymorphus Lewin 1974) ist eine Art von Bakterien, die zu der Abteilung der Bacteroidetes gehört. Sie ist die Typart der Gattung Garritya.

## Erscheinungsbild
Garritya polymorpha bildet lange Zellfäden mit einer Breite von 1,1 µm und einer Länge von mehreren 100 µm, die einzelnen Zellen erreichen eine Länge von 3,5 bis 7 µm. Die Querwände sind im Phasenkontrast sichtbar. Die Filamente können verzweigt sein. Zusätzlich zu diesen langen Filamenten, können kürzere und mehr schlanke Zellfäden auftreten, die Länge beträgt hierbei 10 bis 40 µm, die Breite 0,6 µm. Unter bestimmten Wachstumsbedingungen können sich schraubenartige, gekrümmte und linksdrehende Filamente bilden. In der Mitte der Fäden treten manchmal auch breitere und abgeflachte Zellen auf. Garritya polymorpha ist durch Gleiten motil ("gliding motility") und sehr aktiv. Flagellen sind nicht vorhanden. Sporen werden nicht gebildet. Der Gram-Test ist negativ. Für das Wachstum wird Cobalamin benötigt. Die Kolonien sind orange gefärbt. Das Hauptcarotinoid ist Saproxanthin. Der Katalase-Test ist negativ.

## Wachstum und Stoffwechsel
Garritya polymorpha ist streng aerob und chemo-organotroph. Der Stoffwechsel ist die Atmung. Für das Wachstum ist Salzwasser erforderlich, die nötige Salinität liegt bei 2,0 – 7,5 %. Die optimale Temperatur für das Wachstum liegt bei 32 °C, der tolerierte pH-Wert um 7 bis 8,5.

## Systematik
Die Art Garritya polymorpha wurde im Jahr 1974 unter dem Basonym Flexibacter polymorphus von Ralph A. Lewin erstbeschrieben. Aufgrund weiterer genetischer Untersuchungen der Arten der Abteilung Bacteroidetes stellte sich die ursprüngliche systematische Zuordnung vieler Arten der Gattung Flexibacter als nicht mehr haltbar dar und die Mehrzahl der Arten wurden anderen Gattungen zugestellt. Ursprünglich wurde die Art in der Familie Cytophagaceae geführt. Garritya polymorpha ist die einzige Art der Gattung Garritya (Stand Mai 2019).

## Etymologie
Der Gattungsname Garritya wurde zu Ehren von George M. Garrity, ein US-amerikanischer Mikro- und Molekularbiologe, gewählt. Der Artname G. polymorphus leitet sich von dem griechischen Adjektiv „polumorphos“ ab, was so viel wie „in vielen Formen“ bedeutet.
Der Gattungsname des Basonyms Flexibacter leitet sich von dem lateinischen Adjektiv „flexus“ (gewunden) und dem griechischen Wort „baktron“ ab, was so viel wie Stab bedeutet, und bezieht sich auf die Zellform, es können schraubenartige, gekrümmte Formen auftreten.